# Final Fantasy XIII-2
Final Fantasy XIII-2 (ファイナルファンタジーXIII-2 Fainaru Fantajī Sātīn tsu?) es un videojuego de rol desarrollado y editado por Square Enix para las consolas PlayStation 3 y Xbox 360.   
Su lanzamiento fue el 15 de diciembre de 2011 en Japón, el 31 de enero de 2012 en Norteamérica y el 3 de febrero de 2012 en Europa (estando disponible en dos ediciones especiales exclusivas para el Viejo Continente, además de la edición estándar). El juego forma parte del proyecto Fabula Nova Crystallis: Final Fantasy siendo la secuela directa de Final Fantasy XIII.
El 13 de noviembre de 2018 se agregó a la compatibilidad con versiones anteriores de Xbox One junto con su predecesor y la secuela, por lo que se puede reproducir en la consola. También es Xbox One X Enhanced, lo que le permite mostrar en 4K Ultra HD.
El 21 de septiembre de 2024, Se filtró una posible remasterización de Final Fantasy XIII-2 a llegaría a PlayStation 5, Xbox Series X y PC.

## Desarrollo
El juego fue anunciado el 18 de enero de 2011 por Motomu Toriyama, director del proyecto, a lo largo de una conferencia celebrada en Tokio.
El 15 de septiembre de 2011 durante el Tokyo Game Show, se fijó la fecha de lanzamiento del juego para finales de año en Japón y poco después en occidente.

## Historia
Tras 3 años después de que Lightning y demás salvaran el Nido, algunos supervivientes han decidido reconstruir el Gran Paals. Lightning, sin embargo, ha desaparecido y algunos piensan que está muerta, pero Serah no lo cree, ya que ella recuerda haberla visto viva.  
Snow y su grupo NORA crean un nuevo lugar en Gran Paals llamado Nuevo Bodhum, donde deciden ir algunas personas que vivían en el Nido, para empezar una nueva vida. 
Un día, un meteorito cae en el  pueblo y extraños seres comienzan atacar a los habitantes de Nuevo Bodhum. Serah no sabe cómo reaccionar ante tanto alboroto y es atacada por un monstruo, pero un misterioso hombre llamado Noel aparece para salvarla. Juntos deciden emprender un viaje para encontrar a Lightning...
La historia de Final Fantasy XIII-2 será más oscura que su antecesora, además contará acontecimientos que ocurrieron durante el anterior juego. También volverán a aparecer los personajes originales, pero con cambios importantes e inesperados.  La diosa Etro será un elemento importante del argumento. Square Enix ha expresado que desean crear un mundo más grande y vivo, para reflejar los cambios sufridos tras Final Fantasy XIII.

## Modo de juego
Final Fantasy XIII-2 vuelve a utilizar el sistema de combate visto en su antecesor, el Sistema Command sinergy (Optima), donde el jugador solo controla a un personaje, quien actúa de líder, y presenta una barra partida en varios fragmentos. Esta barra limitará el uso de las habilidades del jugador. Cada una de estas, presenta un número, el cual son los fragmentos que ocupan. También depende del Rol, ya que vuelve a aparecer el Comando de formaciones.
Como novedades, se han añadido que algunos monstruos que pueden formar parte del grupo en batalla, como un Bégimo o un Bárbaro. Como en la serie Kingdom Hearts, se ha añadido un «Comando de Reacción», donde debemos presionar el botón que sale en pantalla, para tomar ventaja en un combate o ya sea parte del argumento. Por lo que parece, Noel tendrá la capacidad de hacer Comando de Reacción con los monstruos del grupo, realizando ataques poderosos conjuntos. Se ha añadido un elemento llamado «Reloj Mog», que aparece cuando hay monstruos cerca. Forma un círculo alrededor del personaje y aparece un reloj, y puede pasar tres cosas: si atacas al enemigo, empezará el combate con ventaja (efecto Prisa); si te ataca, se empieza normal; y si se termina el tiempo dado por el reloj, empieza el combate con desventaja (efecto Freno). Por último, otro elemento se ha revelado, «Live Trigger », que permite elegir opciones durante algunas conversaciones del juego, al igual que se puede ver en la serie Mass Effect.
Un nuevo sistema de exploración de mazmorras, llamado «Grieta temporal», se ha añadido. En él, el jugador se deberá desplazar por unas plataformas rojas, que van desapareciendo al pisarlas, y debe recoger todos los cristales que encuentre por el camino, antes de llegar a la salida.
A raíz de los comentarios de la demasiada linealidad presente en Final Fantasy XIII, XIII-2 se centrará en un mundo más abierto para poder explorar. La misión principal se puede jugar varias veces, pero el director Motomu Toriyama está buscando una alternativa para lograr que además esté presente el «Nuevo juego +». El juego contará con múltiples finales, y Toriyama comparó esta forma de pensar a las diferencias entre Final Fantasy X y Final Fantasy X-2, donde el segundo está basado en el mundo e historia del primero, y así se pueden centrar en el modo de juego.

## Personajes
Serah Farron: Protagonista de la historia. Serah desea encontrar a su hermana Lightning, que se cree muerta, y se dispone a buscarla. Va equipada con una espada que puede cambiar a un arco. Como una adiestradora, puede domar a los monstruos que derrota en combate (los cuales se convierten en cristales) y usarlo en batalla, así como usar habilidades únicas de ellos. Tiene visiones del futuro. Sigue siendo la prometida de Snow.
Noel Kreiss: Un misterioso hombre que salva a Serah de unos monstruos. También la acompaña en la búsqueda de Lightning. Usa una multitud de armas distintas, ya que se le ha visto con espadas, katana a dos manos, un arco y una daga. Eventualmente, también combina sus arma para formar una lanza similar a la de Fang. Noel se hace un gran amigo de Serah.
Claire "Lightning" Farron: Protagonista principal de Final Fantasy XIII. Desaparece al final de Final Fantasy XIII, pero Serah cree que ella aún se encuentra viva en alguna parte. Actúa como la narradora de los hechos. Ella se encuentra en Valhalla, un lugar carente de vida y tiempo, y es la nueva protectora de la diosa Etro, aunque todos la creen muerta o cristalizada junto con Fang y Vanille.
Caius Ballad: Es el principal antagonista del juego y principal rival de Lightning, como se ve en los avances del juego. No se sabe verdaderamente cuál es su misión hasta después en la historia. Tiene un gran afecto a las Yuuls que protege y cuenta con una descomunal fuerza. Este misterioso hombre puede convertirse en el poderoso Bahamut, renombrandólo "Chaos Bahamut".
Mogu: Un Moguri, que puede transformarse en el arma de Serah. Es un cazatesoros, y es capaz de revelar cofres ocultos en el mapa. Su magia le permite transformarse en un arco o una espada, y es el responsable del Reloj Mog. Como curiosidad, su pompón parece ser un cristal brillante.
Hope Estheim: Tiene la edad de 22 años en Final Fantasy XIII-2 y es el líder de La Academia. Sirve de gran apoyo a los dos protagonistas de la historia y tiene como objetivo salvar al Nido y a sus amigos desaparecidos.
Snow Villiers: Snow se marcha en busca de Lightning debido a que él es el único que cree en Serah, años después su localización es desconocida. No se preocupa por la relación de amistad entre Serah y Noel.
Yuul: El antiguo oráculo de Los Visionarios, puede ver el futuro con un don que le concedió la diosa Etro, aunque le quita gran parte de su vida el tener éstas visiones y por ende muere muy joven. Hay varias reencarnaciones de Yuul durante todas las Eras y todas ellas son iguales, pero con una distinta personalidad.
Alyssa Zaidelle: Una joven con el pelo rubio y corto quien forma parte de La Academia. Le muestra a Serah una tumba de su amiga que murió huyendo de la Purga. Tiene un gran sentido del humor y es una gran aliada de los dos protagonistas.
NORA: Los amigos de Snow: Gadot, Lebreau, Maqui y Yuj han acompañado a Serah durante estos años en su nuevo hogar, Nueva Bodhum.

## Contenido descargable
El juego cuenta con contenido descargable ya sea en armas, trajes, accesorios, escenarios, monstruos reclutables y minijuegos. Aunque hubo planes iniciales de lanzar DLC para Final Fantasy XIII, esta idea no llegó a buen término.
Los jugadores que contengan datos guardados de Final Fantasy XIII pueden desbloquear un fondo de pantalla adicional (PS3) o imagen de jugador (Xbox 360). Hay contenido descargable tras terminar el juego y contiene nuevas armas, trajes y monstruos. Kitase asegura a sus jugadores de que el contenido permite aumentar las horas de juego mucho más. posteriores a la liberación descargas incluyen también un "Final Fantasy XIII Reporte Perdido", que distribuye a través del sitio oficial del juego ofrece una mirada retrospectiva a la historia de Final Fantasy XIII a través de las perspectivas de Rygdea y Yaag Rosch.
El 15 de mayo de 2012, salió un DLC titulado "Requiem de la Diosa", con Lightning como personaje jugable. El escenario consta de su lucha contra Caius Ballad y el sistema de batalla es ligeramente diferente del sistema de batalla de Final Fantasy XIII-2.

## Recepción
Durante su primera semana de lanzamiento en Japón, Final Fantasy XIII-2 vendió 524.000 copias, la versión de PlayStation 3 fue el juego más vendido para el sistema esa semana. La versión de Xbox 360 solo llegó a 480.000, en gran parte debido al bajo número de clientes de Xbox 360 en Japón. A pesar de las altas ventas iniciales, eran notablemente inferiores a lo que eran para el predecesor del juego, del que se vendieron 1,5 millones de unidades en su primera semana. A finales de año, el juego ha vendido más de 697.000 unidades, lo que le convierte en el quinto Best-seller 2011 juego en Japón. Justo debajo de cuatro juegos de video portátiles , por lo que es el juego de consola de sobremesa más vendido de ese año. A principios de marzo de 2012, el juego había vendido 811.000 copias en Japón, con 798 mil de los de la PS3 y 13 000 para la Xbox 360. En los Estados Unidos, el juego vendió 350.000 copias en su primer mes, convirtiéndose en el segundo juego más vendido de febrero de 2012, justo debajo de Call of Duty: Modern Warfare 3. Hasta el 15 de octubre de 2017 ha vendido un total de 3,7 millones de copias.